# Indialantic
Indialantic és una població dels Estats Units a l'estat de Florida. Segons el cens del 2000 tenia 2.944 habitants.

## Demografia
Segons el cens del 2000, Indialantic tenia 2.944 habitants, 1.330 habitatges, i 848 famílies. La densitat de població era de 1.093 habitants/km².
Dels 1.330 habitatges en un 21,6% hi vivien nens de menys de 18 anys, en un 54,2% hi vivien parelles casades, en un 7% dones solteres, i en un 36,2% no eren unitats familiars. En el 27,3% dels habitatges hi vivien persones soles el 12,4% de les quals corresponia a persones de 65 anys o més que vivien soles. El nombre mitjà de persones vivint en cada habitatge era de 2,21 i el nombre mitjà de persones que vivien en cada família era de 2,72.
Per edats la població es repartia de la següent manera: un 17,6% tenia menys de 18 anys, un 4,7% entre 18 i 24, un 26,4% entre 25 i 44, un 27,3% de 45 a 60 i un 24% 65 anys o més.
L'edat mediana era de 46 anys. Per cada 100 dones de 18 o més anys hi havia 97,4 homes.
La renda mediana per habitatge era de 62.181 $ i la renda mediana per família de 76.109 $. Els homes tenien una renda mediana de 51.830 $ mentre que les dones 30.047 $. La renda per capita de la població era de 41.126 $. Entorn de l'1,1% de les famílies i el 2,3% de la població estaven per davall del llindar de pobresa.

## Poblacions més properes
El següent diagrama mostra les poblacions més properes.